# Luzonargiolestes baltazarae
Luzonargiolestes baltazarae – gatunek ważki z rodziny Argiolestidae.
Gatunek ten opisany został w 2001 roku jako Argiolestes baltazarae. W 2013 roku Kalkman i Theischinger umieścili go (wraz z Argiolestes realensis) w nowo utworzonym rodzaju Luzonargiolestes.
Owad ten jest endemitem filipińskiego Luzonu, występującym w północno-wschodniej części wyspy.